# Blato (Korčula)

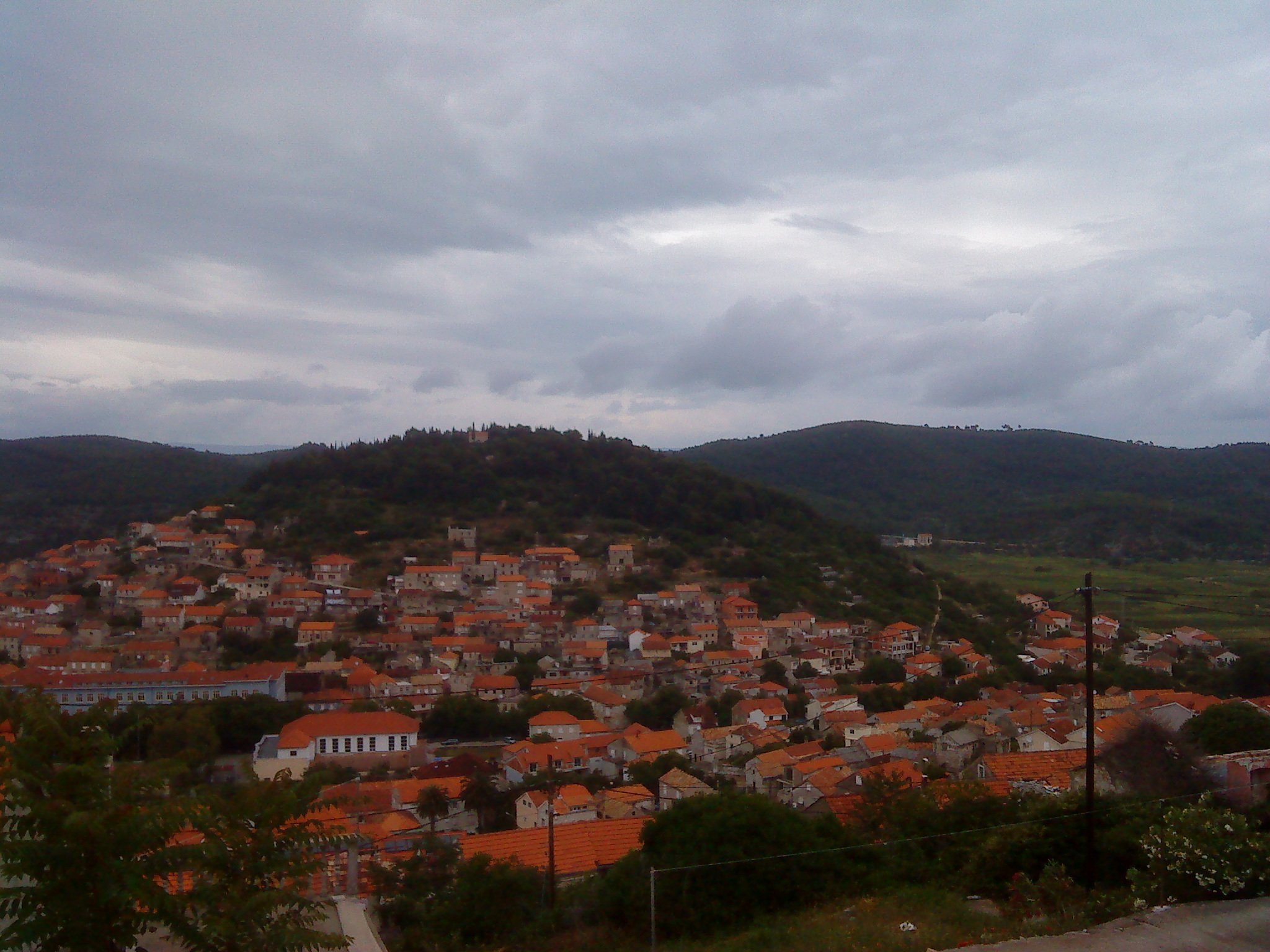
Blato

Blato je opčina ležící na chorvatském ostrově Korčula. Má rozlohu 93,24 km2 a v roce 2005 zde žilo 4 769 obyvatel. Narodil se zde novinář a spisovatel Louis Adamić.
Samotná opčina je druhé největší sídlo na ostrově, nachází se na planině Blatsko polje. Blato obklopuje centrální náměstí s farním kostelem všech svatých, který byl dokončen v 17. století. Dřevěné oltáře maloval renesanční malíř Girolamo da Santacroce. Na náměstí stojí městská budova s arkádami z roku 1700. Nejstaršími budovami jsou hřbitovní kostel sv. Kříže a kostel sv. Jeronýma ze 14. století.